# 八潮市

TX八潮駅

八潮市（やしおし）は、埼玉県の南東部に位置する市。人口は約9万人。旧南埼玉郡。1972年（昭和47年）市制施行。

## 地理
中川低地の中南部に位置し、全域が平坦な地形となっている。海抜は2メートル前後。堤防付近は5メートルほど。八潮駅周辺を中心に市内5地区で区画整理事業（埼玉県の土地区画整理事業一覧）が進行しており、宅地化が進んでいる。
- 河川・用排水路
  - 中川
  - 葛西用水路（東京葛西用水）
  - 八条用水路（八條用水）
  - 綾瀬川
  - 綾瀬川放水路
  - 伝右川
  - 大場川
  - 垳川

### 水路の街
八潮市には上記の八条用水や葛西用水も含め、水路が非常に多く存在している。これらは古くから農業用水として用いられてきた。小規模な水路については、現在では暗渠化した上での道路化が進んでいる。このような暗渠上の道路は、周辺の地面よりも低くなっている。

## 歴史
- 1世紀以前（弥生時代後期） - 八潮市の市域が陸地化する[4]。
- 4世紀頃（古墳時代前期） - 人の定住が始まる。この頃の古墳として八條殿社古墳が残る[5]。
- 1871年（明治4年）11月14日（旧暦） - 浦和県・忍県・岩槻県の3県が合併して埼玉県が誕生。
- 1956年（昭和31年）9月28日 - 南埼玉郡潮止村、八条村の一部、八幡村が合併し、八潮村となる。
- 1964年（昭和39年）10月1日 - 町制施行により八潮町となる。
- 1972年（昭和47年）1月15日 - 市制施行により八潮市となる。
- 1988年（昭和63年）7月1日 - 埼玉県下初の生涯学習都市宣言を行う。
- 2005年（平成17年）8月24日 - 首都圏新都市鉄道つくばエクスプレス線八潮駅が開業。
- 2015年（平成27年）10月1日 - 草加市消防本部と八潮市消防本部が統合し「草加八潮消防組合」が設立される。
- 2016年（平成28年）4月1日 - 「草加八潮消防組合」の業務が開始される。
- 2024年（令和6年）1月4日 - 八潮市役所新庁舎開庁。
- 2025年（令和7年）1月28日 - 埼玉県道54号線・松戸草加線と潮止通り、浄水場通りが交わる「中央一丁目交差点」付近で 道路陥没事故が発生。原因は県道下に埋設されている下水管が破損したためとみられ、埼玉県はこの下水管を利用している12自治体に下水の利用制限を呼び掛けており、影響は12市町の計約120万人に及んでいる[6]。

## 人口
人口は1995年以降ほぼ横ばいであったが、2005年に首都圏新都市鉄道つくばエクスプレス八潮駅が開業して以降、急速に伸びつつある。
| |                                        |  |
| 八潮市と全国の年齢別人口分布（2005年） | 八潮市の年齢・男女別人口分布（2005年） |  |
| ■紫色 ― 八潮市 ■緑色 ― 日本全国 | ■青色 ― 男性 ■赤色 ― 女性              |  |
| 八潮市（に相当する地域）の人口の推移 \| 1970年（昭和45年） \| 37,323人 \| \| \| 1975年（昭和50年） \| 56,127人 \| \| \| 1980年（昭和55年） \| 62,734人 \| \| \| 1985年（昭和60年） \| 67,635人 \| \| \| 1990年（平成2年） \| 72,473人 \| \| \| 1995年（平成7年） \| 75,322人 \| \| \| 2000年（平成12年） \| 74,954人 \| \| \| 2005年（平成17年） \| 75,507人 \| \| \| 2010年（平成22年） \| 82,971人 \| \| \| 2015年（平成27年） \| 86,717人 \| \| \| 2020年（令和2年） \| 93,363人 \| \| |                                        |  |
| 総務省統計局 国勢調査より |                                        |  |
| 1970年（昭和45年） | 37,323人                               |  |
| 1975年（昭和50年） | 56,127人                               |  |
| 1980年（昭和55年） | 62,734人                               |  |
| 1985年（昭和60年） | 67,635人                               |  |
| 1990年（平成2年） | 72,473人                               |  |
| 1995年（平成7年） | 75,322人                               |  |
| 2000年（平成12年） | 74,954人                               |  |
| 2005年（平成17年） | 75,507人                               |  |
| 2010年（平成22年） | 82,971人                               |  |
| 2015年（平成27年） | 86,717人                               |  |
| 2020年（令和2年） | 93,363人                               |  |

## 行政
- 市長：大山忍（2013年9月16日就任、3期目）

### 歴代市長
| 代      | 氏名     | 就任日        | 退任日        | 備考              |
| ------- | -------- | ------------- | ------------- | ----------------- |
| 初代    | 太田武夫 | 1972年1月15日 | 1972年6月25日 | 1期               |
| 2代     | 鈴木慶助 | 1972年7月31日 | 1973年6月30日 | 1期、任期中に辞職 |
| 3-6代   | 鈴木泰治 | 1973年7月29日 | 1989年7月28日 | 4期               |
| 7-9代   | 藤波彰   | 1989年7月29日 | 2001年7月28日 | 3期               |
| 10-12代 | 多田重美 | 2001年9月16日 | 2013年9月15日 | 3期               |
| 13-15代 | 大山忍   | 2013年9月16日 | 現職          |                   |

### 広域行政
一部事務組合
- 東埼玉資源環境組合：越谷市、草加市、三郷市、吉川市、北葛飾郡松伏町とともに可燃ごみとし尿の共同処理を行っている。
- 草加八潮消防組合：草加市とともに消防・救急、火薬類取締法・液化石油ガス法・高圧ガス保安法に基づく事務を行っている。

協議会
- 埼玉県東南部都市連絡調整会議：越谷市、草加市、三郷市、吉川市、北葛飾郡松伏町とともに公共施設の相互利用、図書館の広域利用、重症心身障害児施設中川の郷療育センターの共同設置、埼玉県東南部地域公共施設予約案内システム（まんまるよやく）の運営を行っている。また、政令指定都市移行を目標とした合併に関する会議を開催や構成する自治体の住民が参加できる事業を開催している。
- 東埼玉消防指令業務共同運用協議会：越谷市（越谷市消防局）、三郷市（三郷市消防本部）、吉川松伏消防組合（吉川市・松伏町）、春日部市（春日部市消防本部）、草加八潮消防組合（草加市・八潮市）とともに各消防本部で行っていた119番通報の受付及び各消防署等への通信指令業務を令和8年4月に統合する予定。

## 議会

### 市議会
- 定数：21
- 任期：2023年（令和5年）9月21日 - 2025年（令和7年）9月27日

議長と副議長
| 役職   | 氏名       | 所属会派 |
| ------ | ---------- | -------- |
| 議長   | 福野未知留 | 声は力   |
| 副議長 | 前田貞子   | 公明党   |

会派の構成
| 会派名        | 議席数 | 所属議員                             |
| ------------- | ------ | ------------------------------------ |
| 自民クラブ    | 4      | 寺原一行 前原鮎美 篠原亮太 林雄一    |
| 公明党        | 4      | 二木和枝 鈴木貞夫 前田貞子 岡部一正  |
| 日本共産党    | 3      | 小宮弘子 池谷正 鹿野泰司             |
| 声は力        | 4      | 福野未知留内田亜希子川井貴志大泉芳行 |
| みらい会議840 | 4      | 小倉聖彦荒川貴洋金子壮一朝田和宏     |
|               |        |                                      |

### 県議会
選挙区：東第9区（八潮市）、定数1
任期：2023年（令和5年）4月30日 - 2027年（令和5年）4月29日
選出議員
| 氏名       | 所属会派 |
| ---------- | -------- |
| 宇田川幸夫 | 自民党   |

## 公共施設

八潮市役所旧庁舎

やしお生涯楽習館

- 八潮市役所
- 駅前出張所
- 身体障害者福祉センター
- 教育相談所
- 八潮市立資料館
- 八潮市立図書館
- 八條公民館
- 八幡公民館
- 市民文化会館（八潮メセナ）
- 八潮メセナアネックス（八潮駅前）
- やしお生涯楽習館
- 福祉作業所
- 勤労青少年ホーム
- 勤労者体育センター
- 文化スポーツセンター
- 鶴ヶ曽根体育館（エイトアリーナ）
- リサイクルプラザ
- 老人福祉センター寿楽荘
- 老人福祉センターすえひろ荘
- 八潮公民館八幡支館

### 国の出先機関
- 国土交通省江戸川河川事務所八潮排水機場

### 県の出先機関
- 八潮新都市建設事務所（八潮駅近辺の都市整備）
- 垳川排水機場

県の公社
- 埼玉県河川公社大場川マリーナ

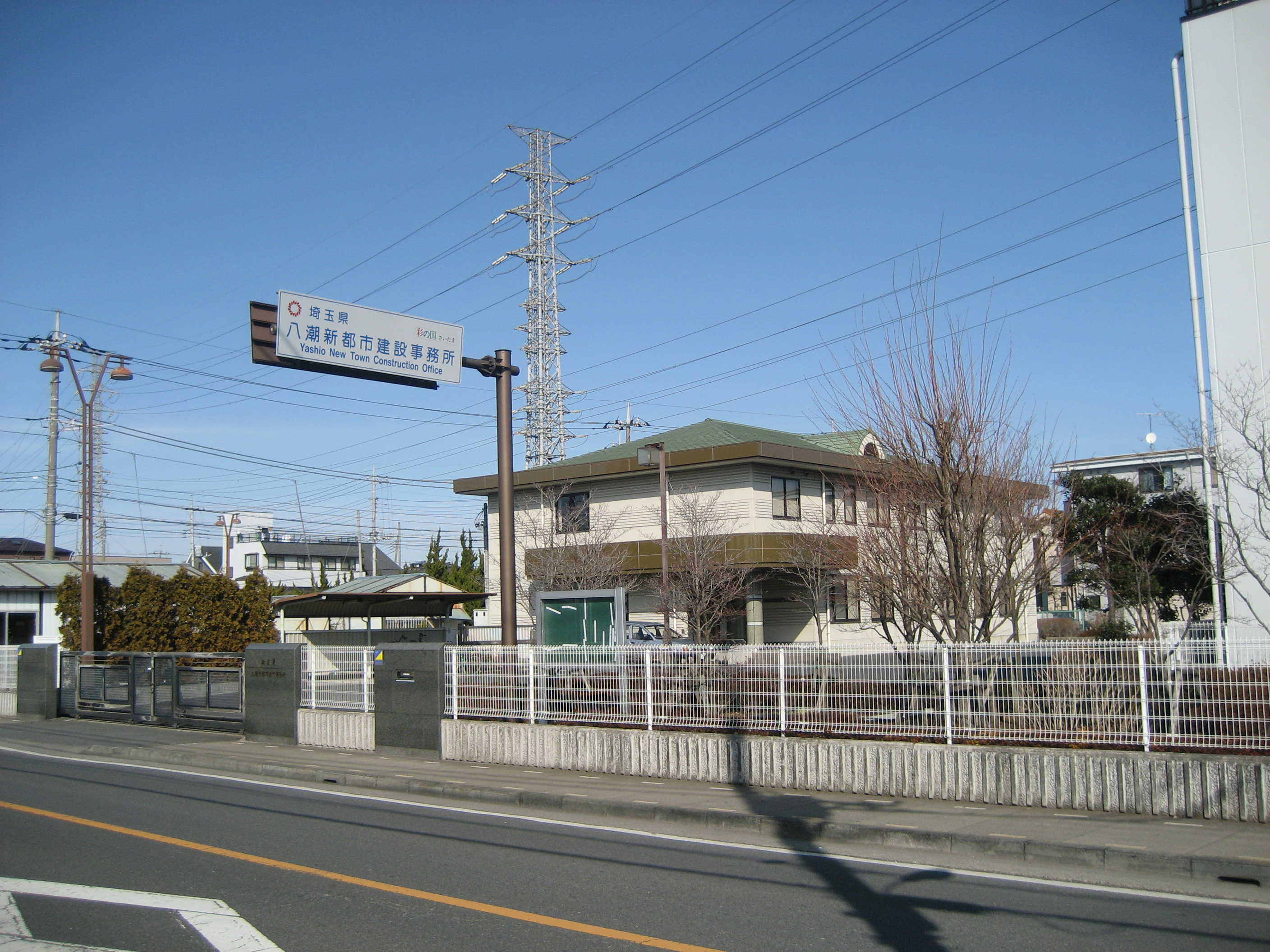
八潮新都市建設事務所
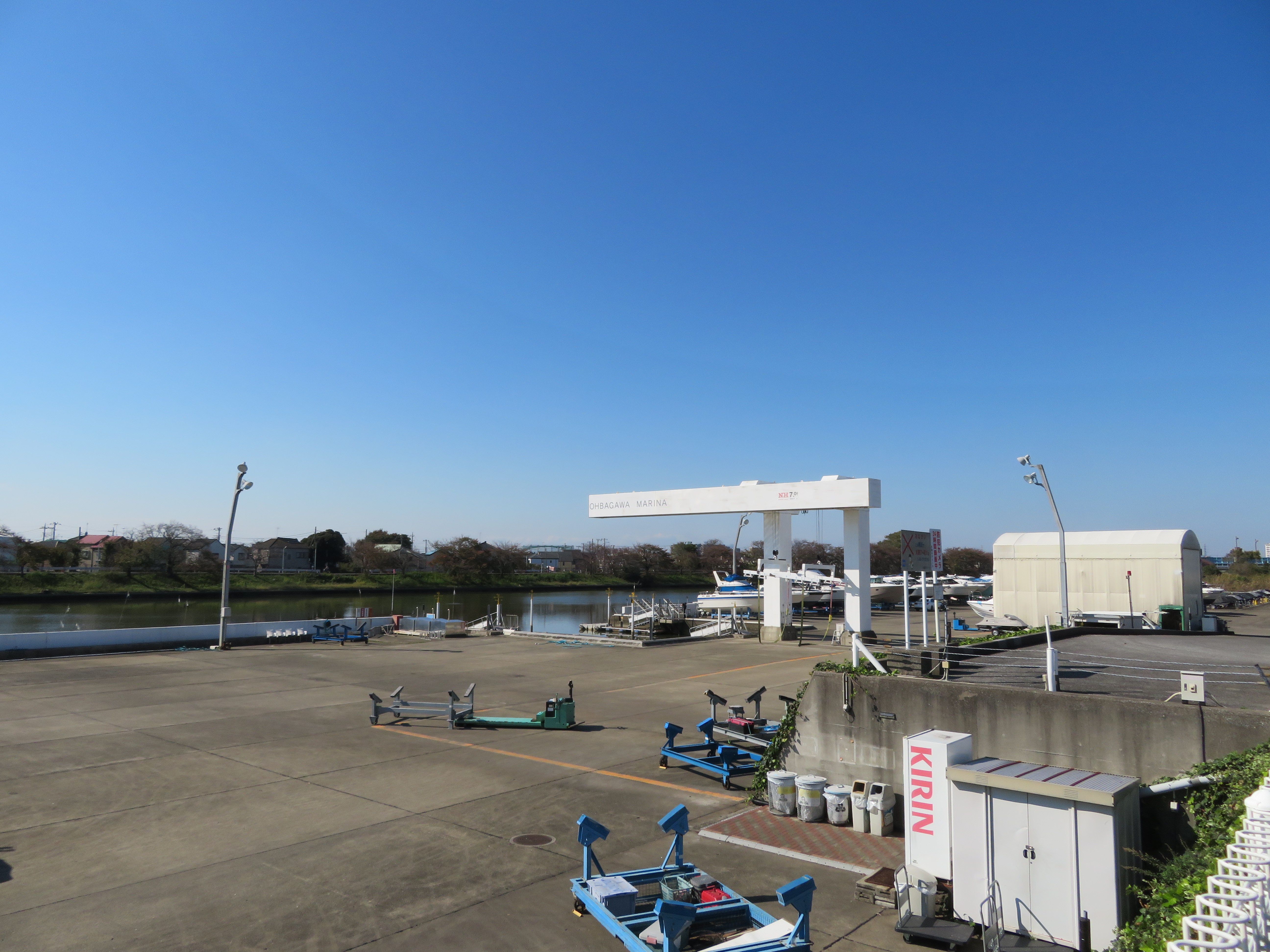
大場川マリーナ

### その他機関
- 東埼玉資源環境組合第二工場（し尿処理施設）

## 経済

### 財政
当市の財政状況は、平成24年度の決算によれば、歳入は302億2,344万4千円、歳出は286億4,507万3千円となっている。地方公共団体の財政の健全化に関する法律（財政健全化法）に定める指標のうち、実質公債費比率は11.5%、将来負担比率は129.4%で、いずれも国の定める早期健全化基準、財政健全化基準を下回っている。歳入の主な項目の構成比は、地方税50%、国庫支出金15.6%、地方債8.1%、諸収入7.7%、県支出金4.8%、繰越金4.5%、地方交付税1.7%。歳出の主な項目の構成比は、義務的経費が合計48.7%（扶助費19.8%、人件費18.7%、公債費10.2%）、普通建設事業費16%、物件費13.6%、補助費等7.1%、繰出金9.6%などとなっている。平成30年度の財政力指数は1.014である。
地方交付税のうち普通交付税は、平成17年度から22年度まで、および平成29年度から不交付団体になった。

### 産業
- さいたま市、川口市などに次ぐ埼玉県東部地域有数の工業地域である。倉庫や配送所も多い。
- 草加八潮工業団地
- 農業（小松菜）
- 製造業（金属加工品等）
- 中古車輸出業 - バブル景気の頃から中古車輸出業が増え、パキスタンからの来日者が当市に集住するようになり、日本から中東への日本車輸出ルートを開拓した。のちに当市は、パキスタン人が多いことから「ヤシオスタン」とも呼ばれるようになった[10][11]。パキスタン人はムスリムが主流のため、イスラム教のモスクやパキスタン料理店が多くある[12]。

### 八潮市に拠点を置く企業
- イワコー（消しゴム）

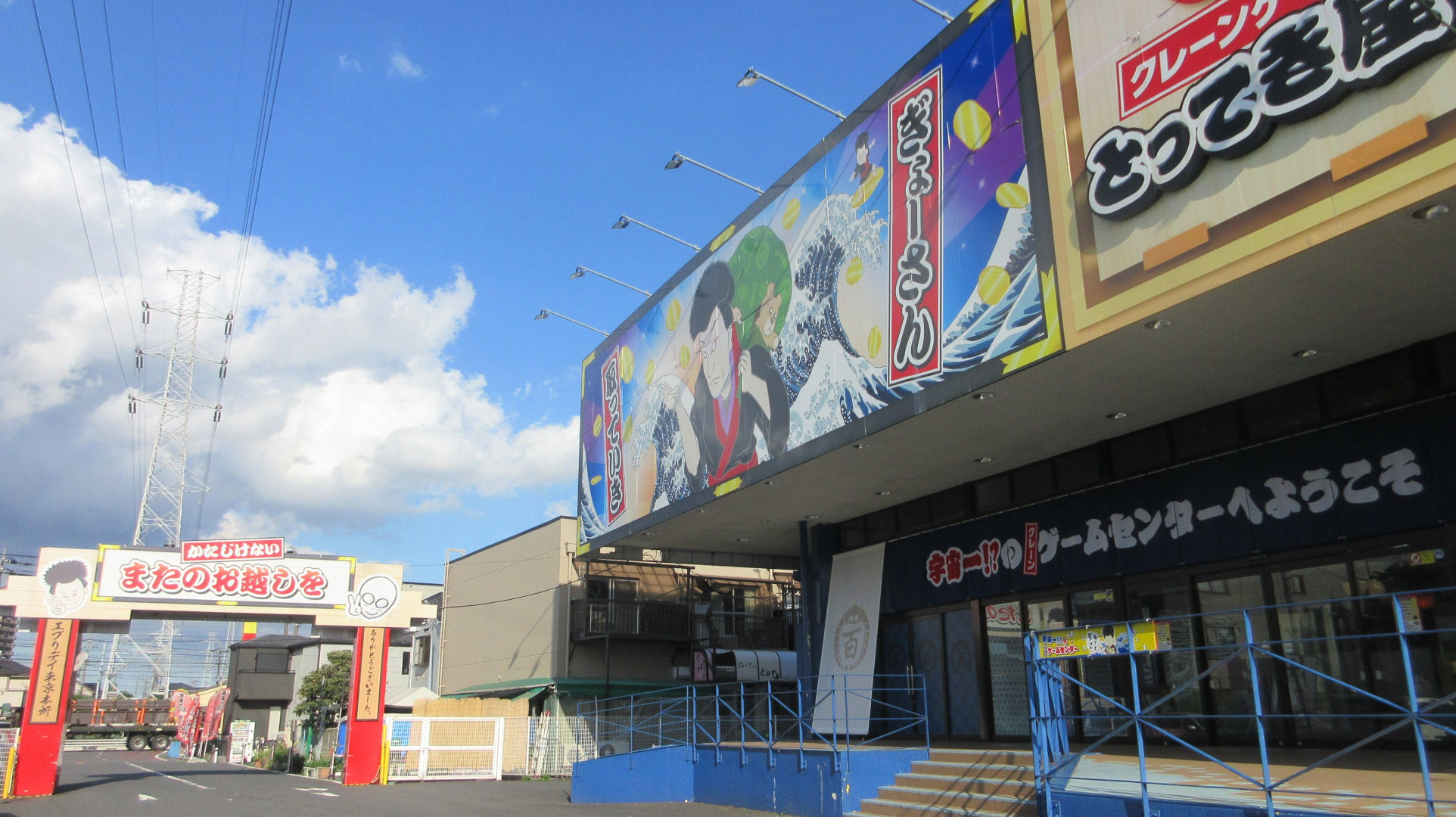
エブリデイとってき屋（クレーンゲーム大型店）

- エブリデイとってき屋（クレーンゲーム大型店）
- 上野風月堂 東京工場
- 菊水堂（ポテトチップス製造販売）
- キムコ・ジャパン
- サイコム（BTOパソコン製造販売）
- 東京マルイ 八潮工場
- 日本経済新聞社 八潮別館
- 日本デリカフレッシュ 東京工場
- フジパン 東京工場
- モンテール 本社
- やおきん 八潮営業本部
- ユニオンペイント（塗料製造販売）
- 吉野石膏 草加工場
- ヨネックス 東京工場第二工場
- レンゴー 八潮工場

## TX開通と八潮市の発展
当市は昭和30年代に東京からの工場の誘致が活発化、農業から工業へと経済構造が変化を遂げていった。
さらに大きな変化をもたらすことになったのが2005年（平成17年）のつくばエクスプレス開通と八潮駅の誕生である。これは当市だけではなくTX沿線の各自治体でも同様であり、駅周辺の大規模な土地区画整理事業と住宅の供給、インフラの整備が融合して、TX沿線全体の開発は順調に進んできている。市内に鉄道駅がなかった当市にとって、TXの開通は市の開発を推進する大きな契機となっている。
土地区画整理事業については3地区約260haで実施されており、UR都市機構が主体となった駅周辺の中央地区の整備は2014年度に完了した。西側は埼玉県、東側は当市が主体となっている。
2017年4月に市内外へ当市の魅力をPRする「八潮市シティセールスプラン」が策定されその取り組みが開始された。その期間は2021年度までの5年間とされていたが、その後もシティセールス推進を図るべく、一部改定のうえ計画期間が延長されている。

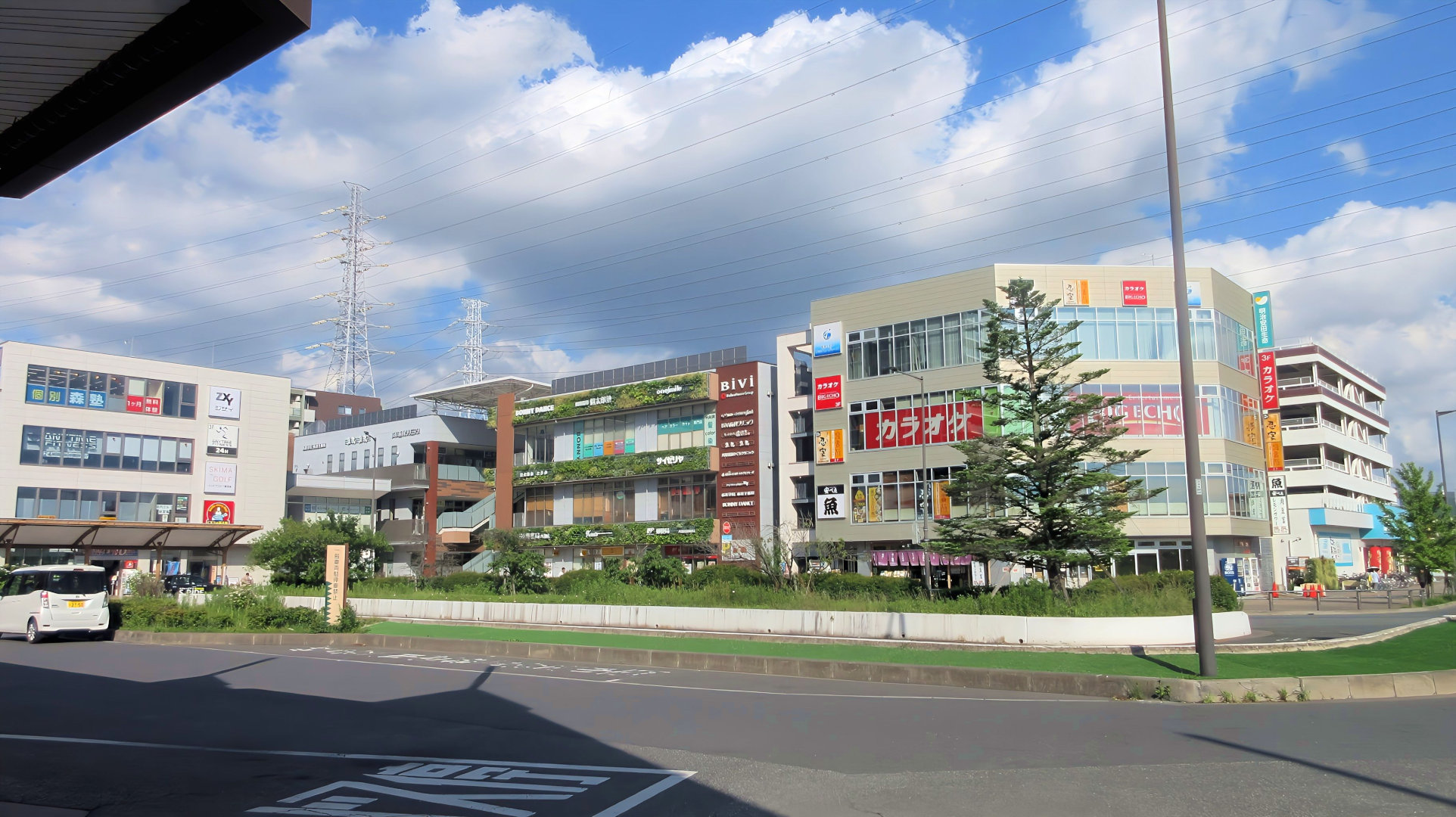
BiVi八潮
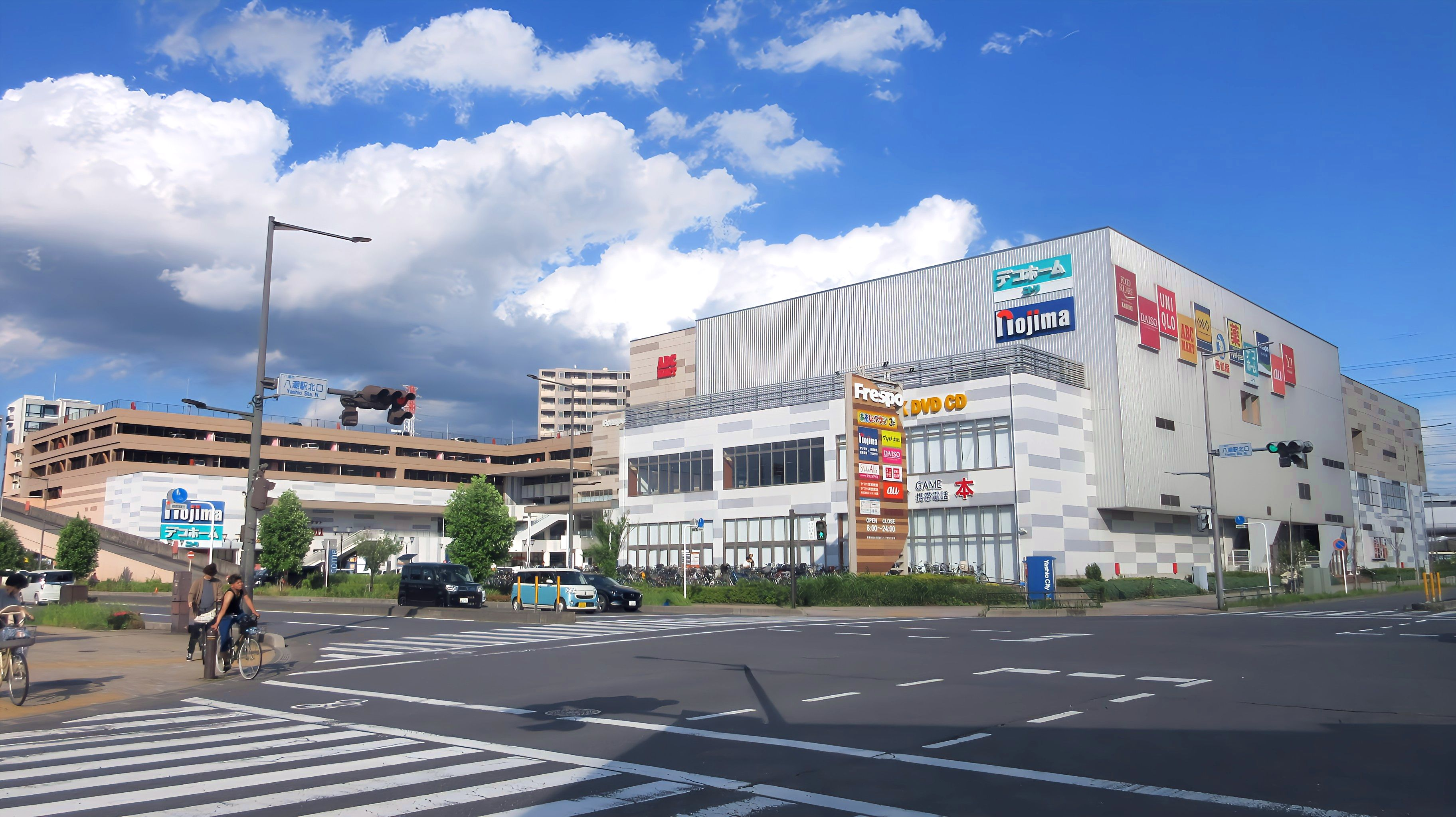
フレスポ八潮（八潮駅北口交差点より）
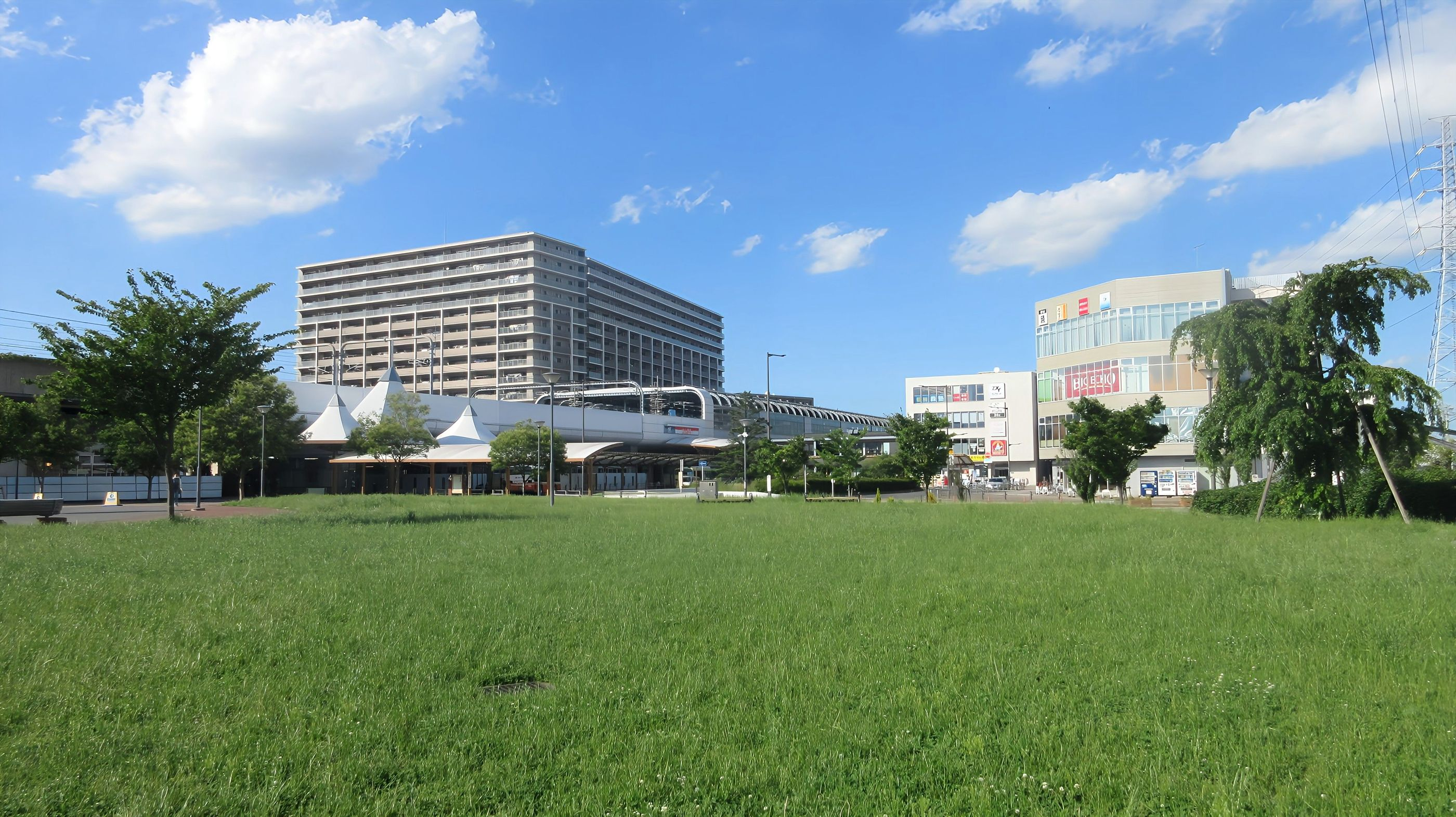
やしお駅前公園
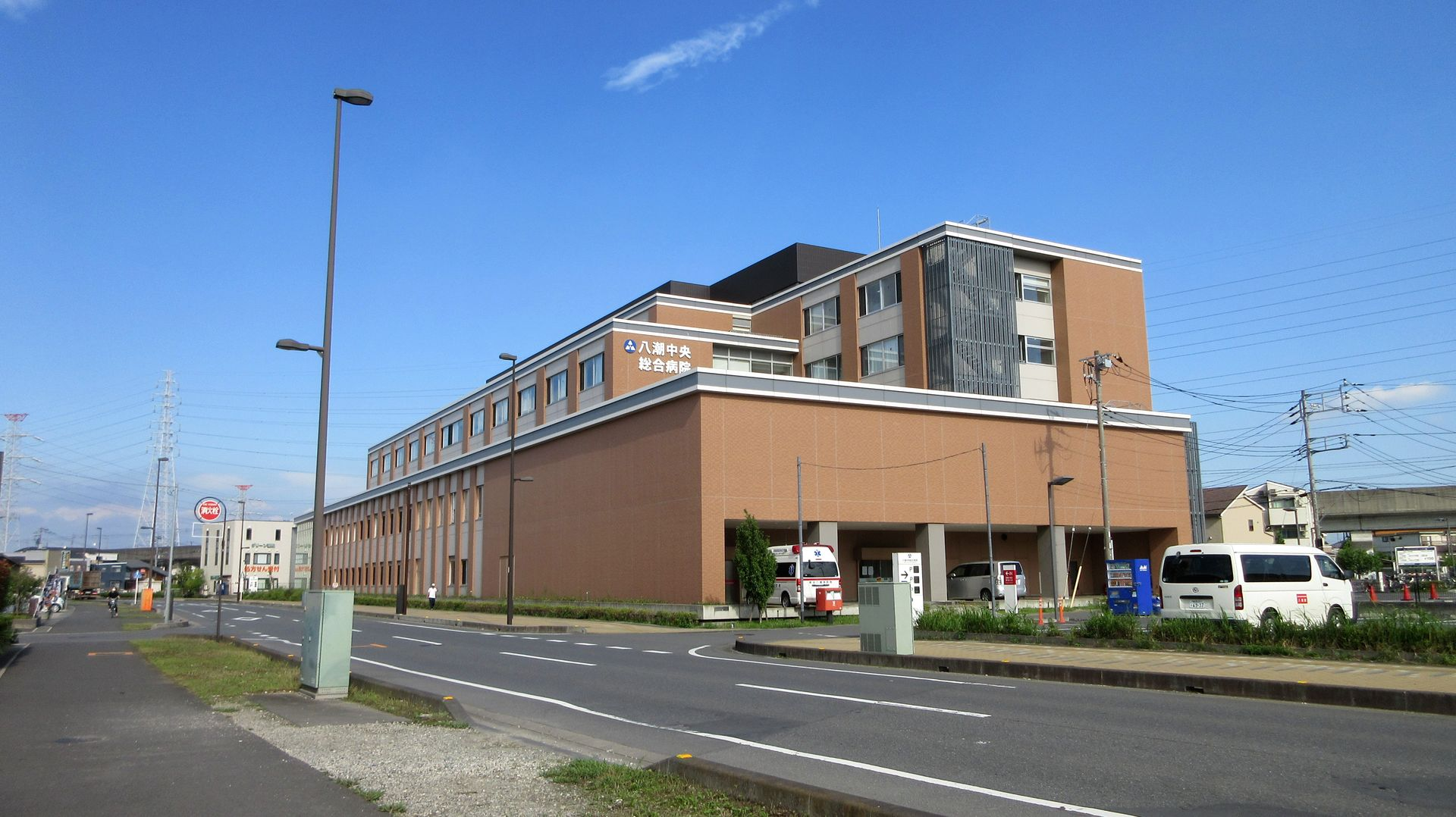
八潮中央総合病院
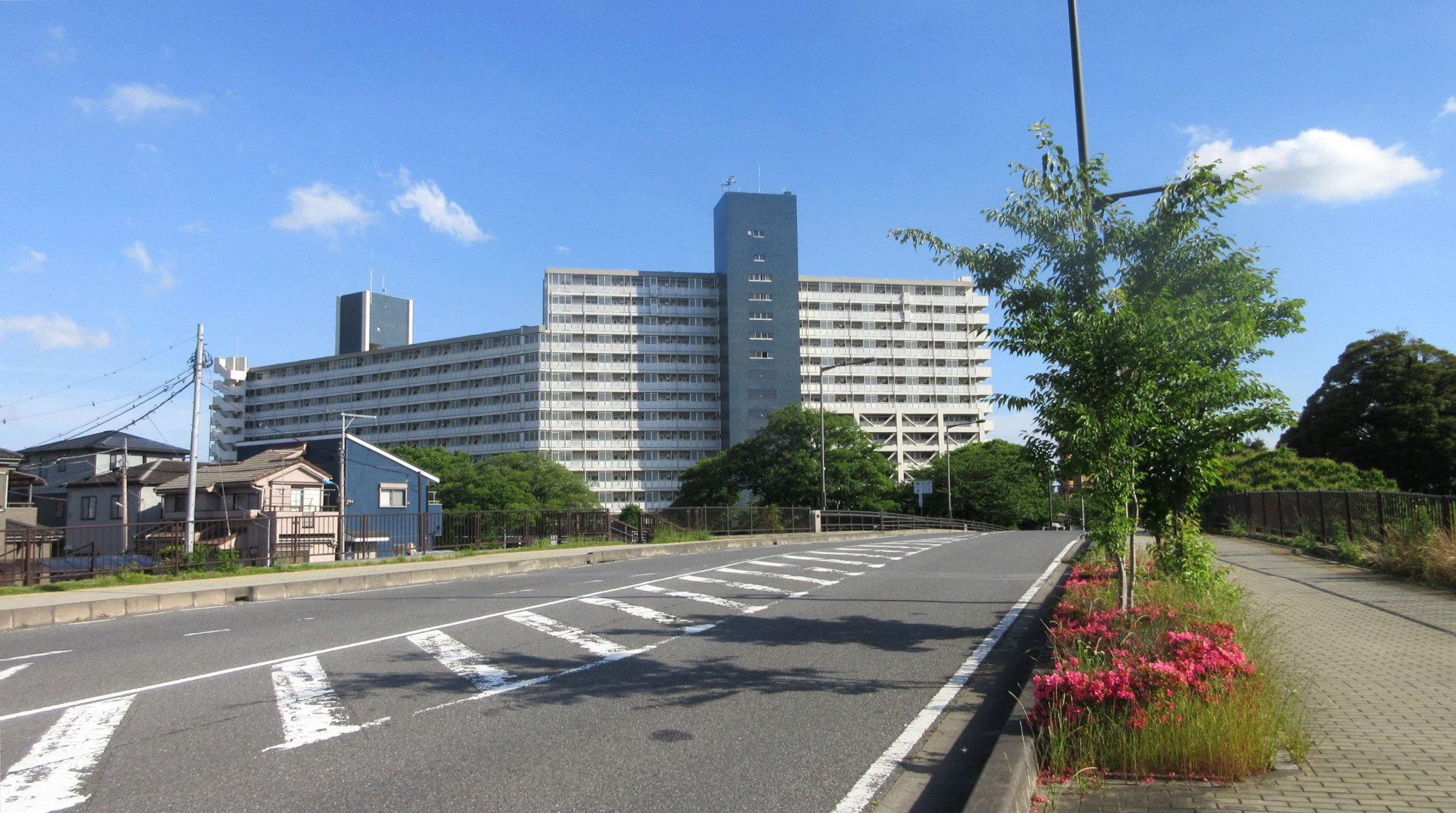
葛西用水桜通り
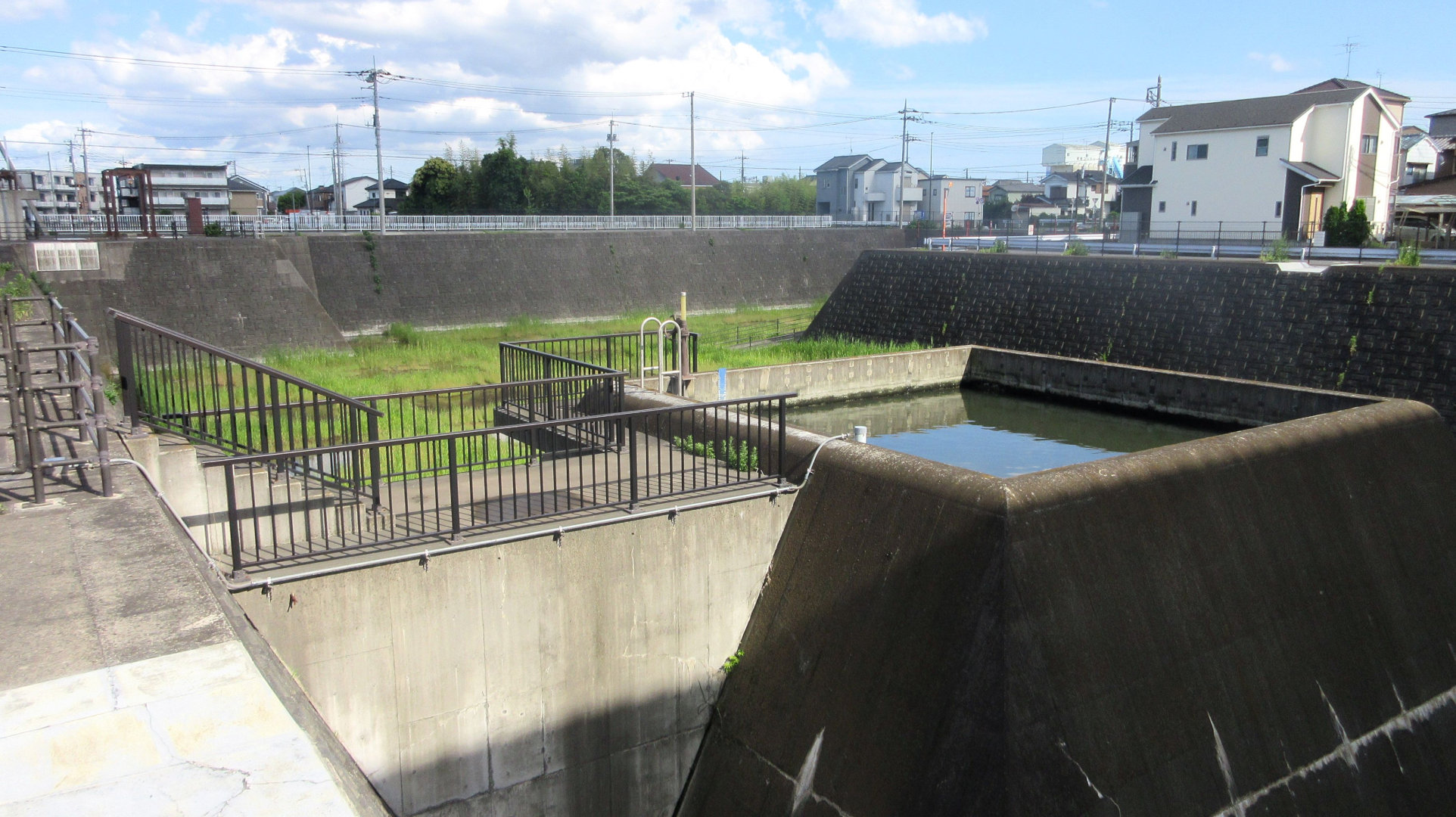
大正調整池
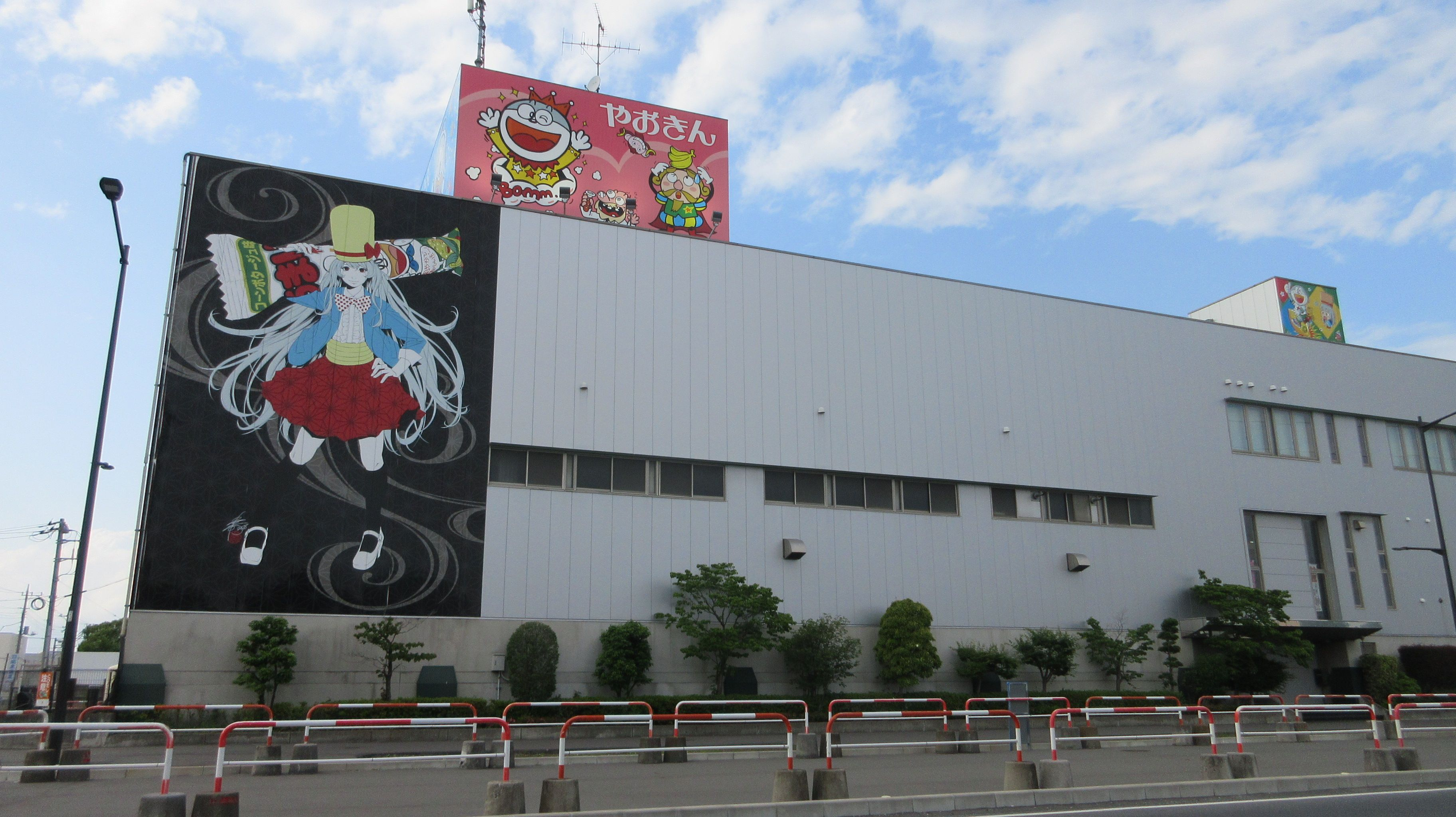
菓子メーカー「やおきん」

## 地域

### 健康・福祉
平均年齢：40.9歳（男40.4歳、女41.5歳）（平成18年1月1日時点）
地域保健
- 八潮市立保健センター

病院
- 八潮中央総合病院
- 広瀬病院
- 八潮循環器病院
- 埼玉回生病院
- 八潮病院

社会福祉
- 八潮市社会福祉協議会

### 教育
小学校
- 八潮市立八條小学校
- 八潮市立潮止小学校
- 八潮市立八幡小学校
- 八潮市立大曽根小学校
- 八潮市立松之木小学校
- 八潮市立中川小学校
- 八潮市立八條北小学校
- 八潮市立大瀬小学校
- 八潮市立大原小学校
- 八潮市立柳之宮小学校

柳之宮小学校

1994年（平成6年）3月まで、学校の名称は「八潮市立八潮第n小学校」（nは自然数）という形で、上記の八條小学校から柳之宮小学校まで順番に一から十の番号がふられていた。
中学校
- 八潮市立八潮中学校
- 八潮市立大原中学校
- 八潮市立八條中学校
- 八潮市立八幡中学校
- 八潮市立潮止中学校

1994年（平成6年）3月まで、学校の名称は「八潮市立八潮第n中学校」（nは自然数）という形で、上記の大原中学校から潮止中学校まで順番に二から五の番号がふられていた。八潮中学校のみ現在と同じ名称だった。旧第三中学校から旧第五中学校までが合併前の三村の村名がつけられている。
高等学校
- 埼玉県立八潮高等学校
- 埼玉県立八潮南高等学校

### 消防
- 草加八潮消防局（当市及び草加市を管轄。統合前は八潮市消防本部）
  - 八潮消防署
- 八潮市消防団

### 警察
- 草加警察署（草加市）
  - 八潮中央交番
  - 八潮北交番
  - 八潮駅前交番
  - 大曽根交番

### 郵便
郵便番号は市内全域が「340-08xx」で、草加郵便局が集配している。
- 八潮八條郵便局
- 八潮木曽根郵便局
- 八潮中央二郵便局
- 八潮中馬場郵便局
- 八潮古新田郵便局
- 八潮柳之宮郵便局
- 八潮駅前郵便局

### 地域情報
- 東武よみうり新聞：（当市ならびに越谷市、草加市、三郷市、吉川市、北葛飾郡松伏町の全域と春日部市、川口市、さいたま市の一部に配布）
- 東武朝日新聞：（当市ならびに越谷市、草加市、三郷市、吉川市、北葛飾郡松伏町、春日部市、さいたま市岩槻区の全域と川口市の一部に配布）
- 東武新聞：（当市ならびに越谷市、草加市、三郷市、吉川市、北葛飾郡松伏町の情報を掲載）
- 東埼玉新聞：（当市ならびに越谷市、草加市、三郷市、吉川市、北葛飾郡松伏町の情報を掲載）
- 八潮市オンライン【やしおん】：（当市をメインとした地域コミュニティWEBサイト）

## 交通

### 鉄道
- 首都圏新都市鉄道つくばエクスプレス
  - 八潮駅

2001年（平成13年）に鳩ヶ谷市（現・川口市）に埼玉高速鉄道線が開業してから、2005年（平成17年）につくばエクスプレスが開業するまで、埼玉県下では唯一鉄道駅のない市であった。

### バス
- 東武バスセントラル
- 京成バス
- 朝日自動車
- 八潮市コミュニティバス（ハッピーこまちゃん号）

### 高速バス
- 羽田空港連絡バス（新越谷駅西口（草加駅東口、八潮駅北口経由）→羽田空港）京浜急行バスと東武バスセントラルで共同運行（2008年7月16日より八潮駅乗り入れ開始）
- 成田空港連絡バス（新越谷駅西口（草加駅東口、八潮駅北口経由）→成田空港）東京空港交通、千葉交通と東武バスセントラルで共同運行（2008年11月20日より八潮駅乗り入れ開始）

いずれも、市内では八潮駅北口バス停（5番乗り場）で乗降可能

### タクシー
タクシーの営業区域は県南東部交通圏で、春日部市・草加市・越谷市・久喜市などと同じエリアとなっている。

### 道路
高速道路
- 首都高速道路6号三郷線
  - 八潮出入口
  - 八潮南出入口
- C3 東京外環自動車道
市内にインターチェンジ（IC）は存在しないが、東埼玉道路建設に伴い八潮ジャンクションの建設が予定されている。

一般国道
- 国道4号バイパス（東埼玉道路）
- 国道298号

県道
- 主要地方道
  - 埼玉県道・千葉県道29号草加流山線
  - 千葉県道・東京都道・埼玉県道54号松戸草加線
- 一般県道
  - 埼玉県道・東京都道102号平方東京線
  - 埼玉県道115号越谷八潮線（産業道路）
  - 埼玉県道116号八潮三郷線
  - 埼玉県道327号草加八潮三郷線

特に市内を南北に貫く産業道路の混雑は慢性的であり、松戸草加線柳之宮橋付近の渋滞も相まって、当該区間を走る路線バスの遅延が常態化している。また、けやき通り（通称「22m道路」）と柳之宮橋、産業道路と桑袋大橋を結ぶ計画がある。

## 名所・旧跡・観光スポット・祭事・催事
- 大瀬の獅子舞（埼玉県指定無形民俗文化財）
- 二丁目の獅子舞（八潮市指定無形民俗文化財）
- やしお市民まつり
- 中川やしおフラワーパーク
- 中川ボートフェスタ
- 大悲山観音院普門寺

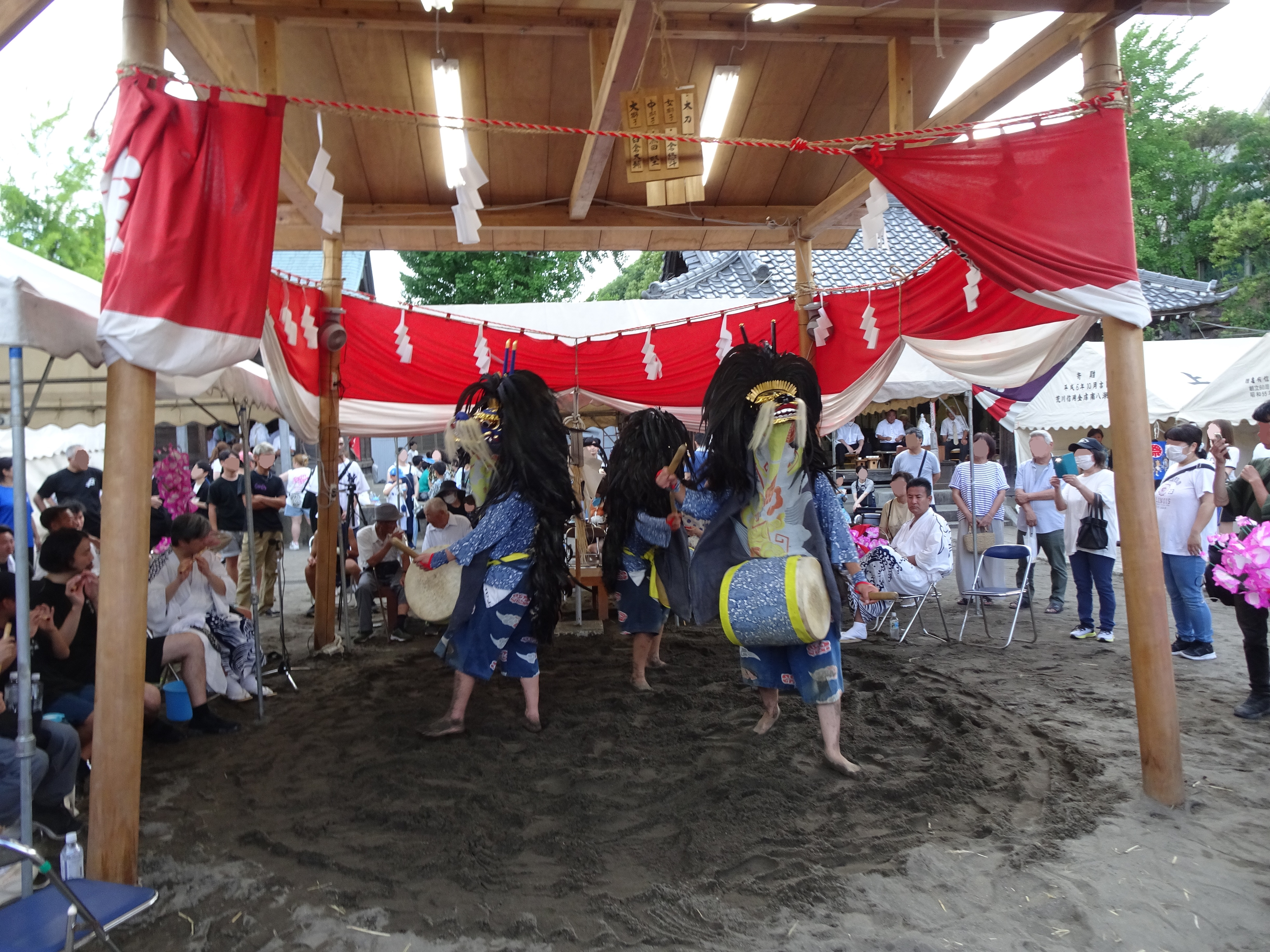
大瀬の獅子舞
二丁目の獅子舞

## 著名な出身者
- 岩渕真也（プロボクサー）
- 植竹拓（Men's egg）
- 大竹寛（プロ野球選手、広島東洋カープ→読売ジャイアンツ）
- 大竹洋平（サッカー選手、V・ファーレン長崎）
- 岡本裕生（バイクレーサー ヤマハ）
- 橿渕聡（プロ野球選手、元ヤクルトスワローズ）
- 金沢久幸（格闘家）
- 相楽伊織（元乃木坂46）
- 櫻井眞利子（プロボウラー）
- 鶴見彩（元プロバスケットボール選手）
- 二階堂高嗣（Kis-My-Ft2）[15] - 出身は東京都。
- ムトウユージ（アニメーション監督）[16]